# Badia di Santa Maria della Gloria
L'abbazia di Santa Maria della Gloria, comunemente conosciuta come badia della Gloria, è un monastero risalente al XIII secolo nel comune di Anagni in provincia di Frosinone. Il monastero oggi è in stato di abbandono anche se sono in atto progetti di restauro che stanno interessando il complesso monastico. La badia è stata nel XIII secolo, fra le principali residenze dell'Ordine florense.

## Storia
La nascita del complesso monastico dell'abbazia della Gloria, si fa risalire ai primi decenni del XIII secolo, non avendo fondi certi a disposizione che attestino il preciso anno di fondazione. La badia venne realizzata su richiesta del cardinale Ugolino, divenuto in seguito vescovo di Ostia e infine papa Gregorio IX (1227-1241). L'idea dell'allora cardinale era quella di completare la cappella realizzata dal fratello Adenolfo, e da donare ai francescani, in territorio di Arenzano. Il cardinale Ugolino, completò la cappella ideata dal fratello e rimasta inutilizzata per molti anni, dedicando la stessa a san Martino.
Nel frattempo papa Gregorio IX su un terreno attiguo alla chiesa stava facendo innalzare un altro monastero, dedicato alla Vergine Assunta in cielo. Le due costruzioni molto vicine fra di loro, furono successivamente unite in un unico complesso monastico, e dall'unione dei due edifici religiosi nacque l'abbazia di Anagni, dedicata a Santa Maria della Gloria. I francescani vennero trasferiti in una località di Anagni che tuttora prende il nome dai religiosi, san Francesco appunto, mentre il complesso venne affidato ai monaci florensi seguaci di Gioacchino da Fiore. La badia venne gestita dall'ordine florense si insediò nella badia dall'abate Giovanni da Ninfa, proveniente dal monastero di monte Mirteto, tra il 1216 e il 1231.
La storia dell'abbazia ebbe però vita breve. Infatti già nel 1261, alla morte di papa Alessandro IV, il monastero cominciò a perdere la protezione papale che le era stata garantita fino ad allora. Il processo di decadimento della struttura venne accentuata quando i monaci cominciarono a diminuire in maniera sostanziale, vessati anche da ingenti tasse da pagare.
Con il pontificato di Bonifacio VIII la badia chiude definitivamente, e precisamente nel 1297, quando la famiglia Caetani acquistò i terreni in possesso al monastero. L'edificio fu dato in commenda nel 1411 ed infine sconsacrato ed acquistato da un certo Leonardo Martinelli che ne fece una sua tenenza, da utilizzare come edificio agricolo.

## Descrizione
Nonostante lo stile dell'intera costruzione possieda ancora l'accentuata austerità tipica dello stile romanico, e la povertà stilistica della gran parte degli edifici architettonici florensi, dopo anni di abbandono si presenta costituito da vari corpi di fabbrica, molti dei quali con avanzato stato di decadimento, specie per quanto riguarda i solai della struttura, molti dei quali completamente persi.
Da alcuni anni gli edifici sono stati acquistati dal Comune di Anagni che ha provveduto a programmare una serie di interventi di consolidamento e ristrutturazione delle fabbriche del monastero. Una parte del complesso viene utilizzato in rappresentazioni teatrali del Festival del Teatro Medievale e Rinascimentale.